# 埼玉県立越谷南高等学校
埼玉県立越谷南高等学校（さいたまけんりつ こしがやみなみこうとうがっこう）は、埼玉県越谷市レイクタウン七丁目にある公立高等学校。通称は「越南」（こしなん）。

## 概要
設置課程は全日制で普通科と外国語科が設置されている。文武両道を掲げ、在学生の9割以上が部活動に所属している。
女子の冬服は紺のブレザー、夏服はオリーブグリーンのセーラー型制服である。ネクタイには紺と銀のストライプのフォーマル用と、赤と紺のストライプの通常用の二種類があり、えんじ色のリボンもある。男子の冬服は学ラン、夏服は女子と同じオリーブグリーンカラーのズボンに指定のワイシャツである。森英恵のデザイン。

行事では江戸川河川敷をスタート・ゴール地点として、男子は20km、女子は14kmを走る長距離走大会が名物である。

### 外国語科
外国語の授業が普通科の1.5倍である30単位以上あり、授業は少人数制で行われる。ALT活用推進校でもある。また、ドイツ語・フランス語・中国語・スペイン語といった第2外国語の選択が可能である。
外国語科独自の行事としては、1年生で行われるサマーセミナー、2年生でのオーストラリア海外研修の実施（選抜あり）、校内スピーチコンテストなどがある。

## 沿革
- 1974年 - 県議会において越谷南高等学校の設置が議決、開校される。
- 1975年 - 新校舎完成。プレハブ校舎より移転する。
- 1979年 - 吉野桜34本が植樹され、生徒ホール、部活棟が完成する。
- 1980年 - 管理棟4階増築工事が完了する。
- 1982年 - ハンドボールコート・テニスコート、並びに第2グランドが完成する。
- 1990年 - 3年後の20周年記念事業に備え、内外設備の設備拡充を図る。
- 1991年 - 男女ともに新しい制服を導入する。コンピュータ室が設置される。
- 1993年 - 外国語科が新設される。20周年記念式典が挙行される。
- 1994年 - 外国語科棟3階建てが新築完成する。
- 1995年 - オーストラリアのロバート・タウンソン高等学校と姉妹校提携。
- 1996年 - 外国語科第1期生卒業。
- 2001年 - 校訓「知徳体」-文武両道- スクールカラー「エンジ」制定される。
- 2003年 - 30周年記念式典が挙行される。
- 2008年 - テニスコート、ハンドボールコートの移設が完了する。
- 2009年 - 第2グラウンド移設工事が完了する。
- 2010年 - 快適ハイスクール施設設備工事(HR棟)が完了する。
- 2011年 - 快適ハイスクール施設設備工事(管理棟)が完了する。
- 2012年 - 第1グラウンド改修工事が完了する。
- 2013年 - イメージキャラクター「オリ太郎」を制作する。
- 2013年 - 体育館、格技場の改修工事が完了する。
- 2014年 - テニスコート防球ネット修繕工事が完了する。
- 2014年 - 埼玉県立越谷南高等学校の位置の表示が変更される。「越谷市レイクタウン7丁目9番地」となる。
- 2018年 - 生徒ホール耐震補強工事が完了する。
- 2018年 - 全教室にプロジェクタを設置する。
- 2018年 - 体育館トレーニング機器を更新する。
- 2019年 - HR棟東側トイレ改修（乾式・洋式化）が完了する。
- 2021年 - HR棟西側トイレ改修（乾式・洋式化）が完了する。
- 2023年 - 創立50周年式典が行われる。式典にはゴルゴ松本氏が特別講師として「命の授業」を披露した。

## 部活動

### 運動部
- バドミントン部
- 野球部
- 陸上部
- ラグビー部
- 男子バスケットボール部
- 女子バスケットボール部
- 卓球部
- 男子ハンドボール部
- 女子ハンドボール部
- 男子バレーボール部
- 女子バレーボール部
- 剣道部
- サッカー部
- ソフトボール部
- 男子テニス部
- 女子テニス部

### 文化部
- 吹奏楽部
- チアダンス部
- 放送部
- 茶道部
- 写真部
- 美術部
- インターアクト部
- 演劇部
- 書道部
- JRC部
- アニメーション研究部
- 科学部
- 軽音楽部
- 新聞部
- 調理部
- 囲碁・将棋同好会
- 文芸同好会

## 著名な出身者
- 千葉信育 - 元Jトラスト社長、元Jトラストカード社長、元Jトラストフィナンシャルサービス会長
- 高橋李依 - 声優、歌手
- 藤本ホセマリ - バドミントン選手。元日本ユニシス所属
- 鈴木亜弥子 - バドミントン選手
- 黒川春樹 - 埼玉西武ライオンズトレーニングコーチ

## 交通アクセス
- JR武蔵野線越谷レイクタウン駅下車徒歩5分。